# Roberto Sbarra
Roberto Sbarra – piłkarz argentyński, pomocnik. Później trener.
Sbarra rozpoczął karierę piłkarską w 1931 roku w klubie Estudiantes La Plata. Razem z nim w Estudiantes zaczął grać jego brat Raúl Sbarra.
Jako piłkarz klubu Estudiantes wziął udział w turnieju Copa América 1935, gdzie Argentyna została wicemistrzem Ameryki Południowej. Sbarra zagrał tylko w ostatnim meczu z Urugwajem, gdzie w 31 minucie zastąpił na boisku Antonio De Mare.
Wciąż jako gracz klubu Estudiantes wziął udział w turnieju Copa América 1941, gdzie Argentyna zdobyła mistrzostwo Ameryki Południowej. Sbarra zagrał we wszystkich czterech meczach - z Peru, Ekwadorem, Urugwajem i Chile.
Zaraz po zwycięskich mistrzostwach kontynentalnych przeniósł się do klubu CA Huracán, gdzie grał do 1945 roku. Łącznie w pierwszej lidze argentyńskiej rozegrał 231 meczów i zdobył 12 bramek.
W latach 1935–1941 rozegrał w reprezentacji Argentyny 10 meczów.
Po zakończeniu kariery piłkarskiej Sbarra został trenerem - w 1947 roku opiekował się drużyną Gimnasia y Esgrima La Plata, a w 1960 roku doprowadził klub CA Independiente do tytułu mistrza Argentyny.